# Karl Bartsch
Karl Friedrich Adolf Konrad Bartsch, più comunemente noto come Karl Bartsch (Sprottau, 25 febbraio 1832 – Heidelberg, 19 febbraio 1888), è stato un medievalista e filologo tedesco dell'800.

## Biografia
Figlio di un ufficiale di artiglieria, Friederike von Winterfeld, si trasferisce in seguito con la famiglia a Gleiwitz, dove frequenta la scuola cattolica per poi passare alle superiori a Breslavia, iniziando ad affinare i suoi gusti poetici. Dal 1849, all'Università di Breslavia, studia filologia classica e frequenta le lezioni del germanista Karl Weinhold. Nel 1851 si trasferisce a Berlino dove segue le lezioni di Wilhelm Grimm e Heymann Steinthal. Nel marzo del 1853 ottiene all'università di Halle il suo dottorato (De Veteris theodiscae linguae praesertim Otfridi metrica arte). Inizialmente si cimenta come attore, poi cerca lavoro nella pubblica amministrazione, ma senza successo. Intanto ne approfitta per recarsi nelle biblioteca di Parigi, Londra e Oxford per annotare e copiare i manoscritti dei trovatori. Al suo ritorno diventa precettore presso un barone.
Nell'autunno del 1855, Bartsch ottiene l'incarico di curatore della Biblioteca del Museo Nazionale Tedesco (Germanisches Nationalmuseum) di Norimberga. Tuttavia, dopo una lite con il suo fondatore, lascia questa città e si trasferisce nel 1858 a Rostock, dove l'11 giugno dello stesso anno fonda il primo istituto di germanistica in Germania. Qui insegna fino al 1871 lingue germaniche e romanze ed è per due volte rettore. Viene poi nominato professore di Germanistica e Filologia Romanza presso l'Università di Heidelberg, dove insegnerà fino alla morte, avvenuta poco prima del suo cinquantaseiesimo compleanno.

## Opere
autore
- (DE)  Mittelhochdeutsche Gedichte. Leipzig 1860.
- (DE)  Die deutsche Treue in Sage und Poesie. Leipzig 1867.
- (DE)  Der saturnische Vers und die altdeutsche Langzeile. Leipzig 1867.
- (DE)  Grundriss zur Geschichte der provenzalischen Literatur. Ebefeld 1872.
- (DE)  Dante Allighieri's Göttliche Komödie. 1: Die Hölle 2. Das Fegefeuer 3. Das Paradies. Leipzig 1877.
- (DE)  Sagen, Märchen und Gebräuche aus Meklenburg. Wien 1879/80.

coautore
- (DE)  Briefwechsel der Brüder Jacob und Wilhelm Grimm mit Karl Bartsch, Franz Pfeiffer und Gabriel Riedel, hrsg. v. Günter Breuer. Hirzel, Stuttgart 2002. ISBN 3-7776-1141-7